# Der Tiger von Osaka
Der Tiger von Osaka (jap. 0課の女 赤い手錠, Zero-ka no Onna: Akai Wappa, dt. „die Frau der Abteilung 0: Rote Handschellen“; internationaler Filmtitel: Zero Woman – Red Handcuffs) ist ein japanischer Exploitationfilm der Tōei von Regisseur Yukio Noda aus dem Jahr 1974. Er gehört zu den Pinky-Violence-Filmen, Actionfilmen mit Motiven des japanischen Erotikfilms (Pinku eiga), und basiert auf Motiven des Mangas 0-ka no Onna (0課の女) von Tōru Shinohara und handelt von einer Polizistin, die sich heimlich in eine Kidnapper-Gang eingeschleust hat, um die entführte Tochter eines aufstrebenden Politikers freizubekommen – mit allen nur erdenklichen Mitteln. Der Manga wurde 1995 als Zero Woman: Keishi-chō 0-ka no Onna und 2007 als Zero Woman R: Keishi-chō 0-ka no Onna/Yokubō no Daishō (Zero WOMAN R 警視庁0課の女／欲望の代償) nochmals verfilmt; zudem existieren noch insgesamt sieben Direct-to-Video-Produktionen des Stoffes – in Japan als Original Video (OV) bezeichnet.
Der kontroverse Film mit exzessiven Gewaltdarstellungen und zahlreichen Vergewaltigungen wurde erstmals am 21. Mai 1974 in Japan veröffentlicht. Die deutsche Leinwandpremiere erfolgte am 3. Februar 1977 im Verleih der Constantin Film.
Das Titellied Onna no Tsumeato (女の爪あと, „Kratzspuren einer Frau“) wird von Hauptdarstellerin Miki Sugimoto gesungen.

## Handlung
Bandenchef Yoshihide Nakahara (in der Deutschen Fassung „Toky“) entführt gemeinsam mit seiner brutalen Gang die 22-jährige Kyōko Nagumo, Tochter eines einflussreichen Politikers mit Ambitionen auf das Amt des Premierministers. Die Männer gehen dabei äußerst skrupellos vor und töten sogar den anwesenden Liebhaber der Schönheit, einen einfachen Arbeiter. Wenig später vergewaltigen die Ganoven im Beisein des eingetroffenen Aki, Nakaharas jüngeren Bruder, die wehrlose Frau. Nach dem Missbrauch versuchen die Entführer ihr gedemütigtes Opfer an ein Bordell zu verkaufen, als sie von der bizarren Puffmutter über die wahre Identität der Geisel informiert werden. Fortan versuchen die fünf Kriminellen mit der Zuhälterin 30 Millionen Yen Lösegeld vom angesehenen Zengo Nagumo, Kyōkos Vater, zu erpressen.
Der Politiker ist jedoch nicht gewillt sich den Forderungen der Kidnapper zu beugen und formiert daher aus seinen eigenen Leute als auch aus Polizeibeamten ein Todeskommando, um die Verantwortlichen zur Strecke zu bringen. Nagumo ist um Diskretion in dieser Angelegenheit bemüht, da er fürchtet, kurz vor den Wahlen politischen Schaden nehmen zu können. Polizist Kusaka wird somit beauftragt Kyōko zu retten und die Entführung zu vertuschen. Dieser rekrutiert eigens für diese Mission die wegen einer vorsätzlichen Tötung inhaftierte Polizistin Rei, um sie in erpresserischer Absicht zur Kooperation und Mithilfe zu bewegen, was auch gelingt.
Als rotgekleidete Undercover-Agentin unterwandert Rei fortan die kriminelle Gruppierung, um im Geheimen den Aufenthaltsort der Geisel auszukundschaften und die Schuldigen ohne größere Anteilnahme der Öffentlichkeit zu ermorden. Um ihr Ziel zu erreichen, erträgt die willenstarke Polizistin zunächst allerlei Torturen, Erniedrigungen und Vergewaltigungen. Sie sichert sich mit einer stoischen Gelassenheit den Respekt von Nakahara, der sie, trotz Bedenken einiger Bandenmitglieder, schließlich als Neuzugang akzeptiert. In der Folgezeit verfährt Rei jedoch genauso brutal wie ihre Peiniger und tötet ohne größere Bedenken die lesbische Puffmutter. Anschließend macht sie zum Schein gemeinsame Sache mit den Entführern und ermittelt so den Aufenthaltsort der unter Drogen gesetzten Kyōko. Als jedoch zwei Lösegeldübergaben scheitern – Nagumo ist davon überzeugt, dass im Falle einer Geldübergabe seine Tochter das Zeitliche segnet – und sich die Reihen der Entführer allmählich lichten, bemerken diese, das Rei ein Spitzel der Polizei sein muss. Nakahara wird indes in seinem Handeln immer gewissenloser, er schreckt sogar von einem Brudermord nicht zurück.
Als der Bandenchef mit zwei Gefolgsleuten, der betäubten Kyōko und der entlarvten Rei flüchtet, bemerkt Nagumo, dass diese Angelegenheit nicht mehr länger geheim zu halten ist. Er befiehlt alle Beteiligten, darunter auch seine eigene Tochter, zu liquidieren. Am Ende des Films werden die dezimierten Bandenmitglieder von Kusaka bedrängt. In einem wilden Feuergefecht gelingt es dem wütenden Beamten einiger Gegner auszuschalten. Kusaka selbst wird dabei schwer verletzt. In dieser Phase entledigt sich Rei mit ihren titelgebenden roten Handschellen zunächst Nakahara und später Kusaka. Anschließend rettet und entgiftet die selbstbewusste und kluge Agentin die mit Drogen gefügig gemachte Kyōko, um sie am Ende des Films den Medien zu präsentieren. Dies bedeutet den politischen Tod Zengo Nagumos.

## Synchronisation
Synchronregie führte Rainer Brandt. 
| Rolle               | Schauspieler   | deutscher Synchronsprecher |
| ------------------- | -------------- | -------------------------- |
| Rei                 | Miki Sugimoto  | Gisela Fritsch             |
| Toky                | Eiji Gō        | Thomas Danneberg           |
| Kusaka              | Hideo Murota   | Jürgen Thormann            |
| Zengo Nagumo        | Tetsurō Tamba  | Heinz Petruo               |
| Sesum               | Yōko Mihara    | Beate Hasenau              |
| Richard Saxon       | Ralph Jaser    | Edgar Ott                  |
| Brille              | Naoyuki Sugano | Wolfgang Ziffer            |
| Kyōkos Liebhaber    |                | Norbert Langer             |
| Nagumos Mitarbeiter |                | Klaus Miedel               |

## Kritiken
Das Lexikon des internationalen Films schrieb, der Film sei ein „abstoßender, miserabel gestalteter Actionfilm voller sadistischer Szenen, garniert mit obszönem Dialog.“